# Vitos-Kapelle Gießen

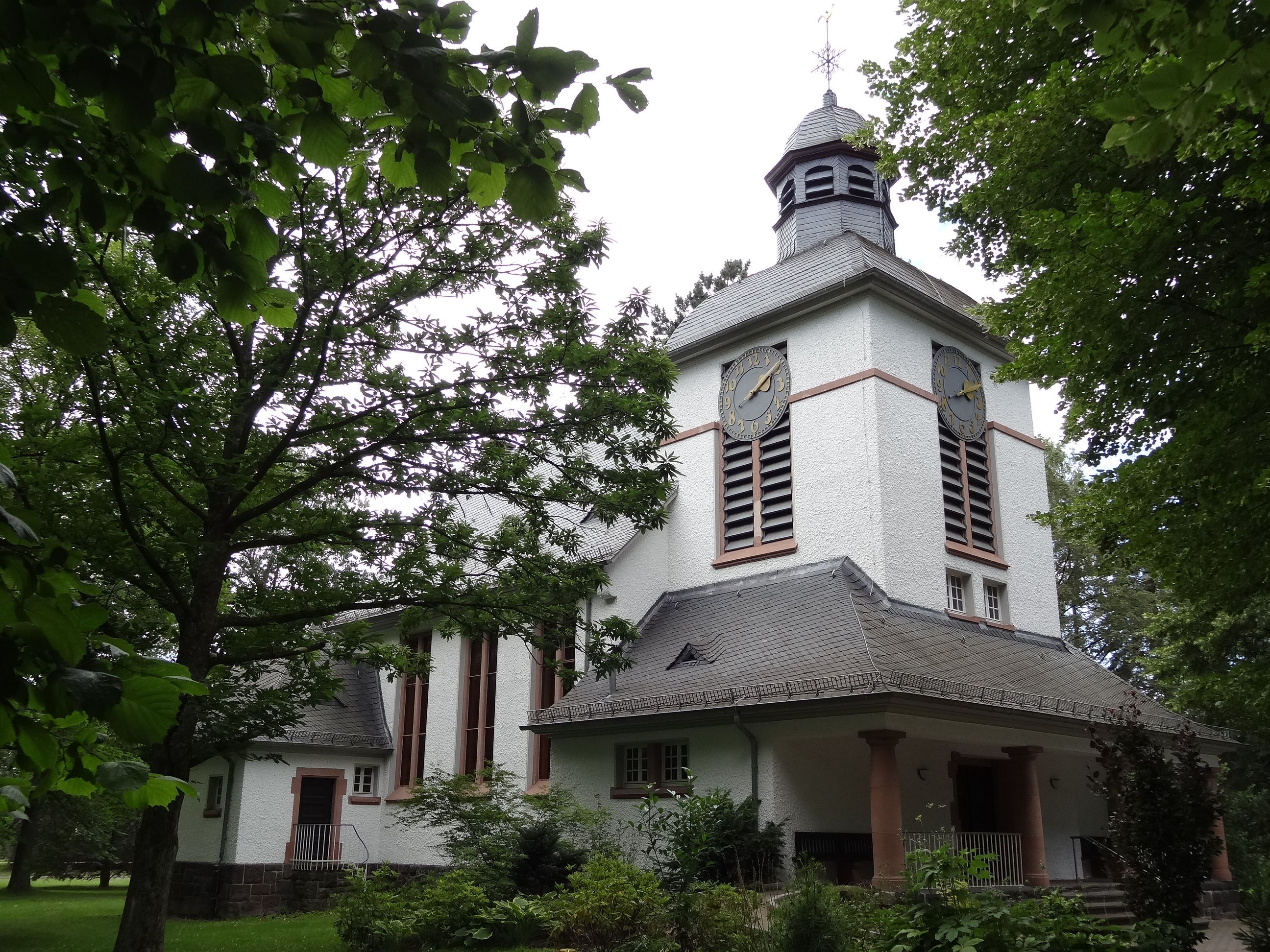
Kapelle vom Osten

Die Vitos-Kapelle Gießen ist die Klinikkirche der ehemaligen Heil- und Pflegeanstalt in Gießen, heute Vitos Klinik für Psychiatrie und Psychotherapie Gießen, ein Tochterunternehmen der Vitos GmbH. Die im Jahr 1912 errichtete Saalkirche mit wuchtigem Turm im Nordosten ist hessisches Kulturdenkmal. Sie wird im Wechsel für evangelische und katholische Gottesdienste sowie für kulturelle Veranstaltungen und Konzerte genutzt.

## Geschichte

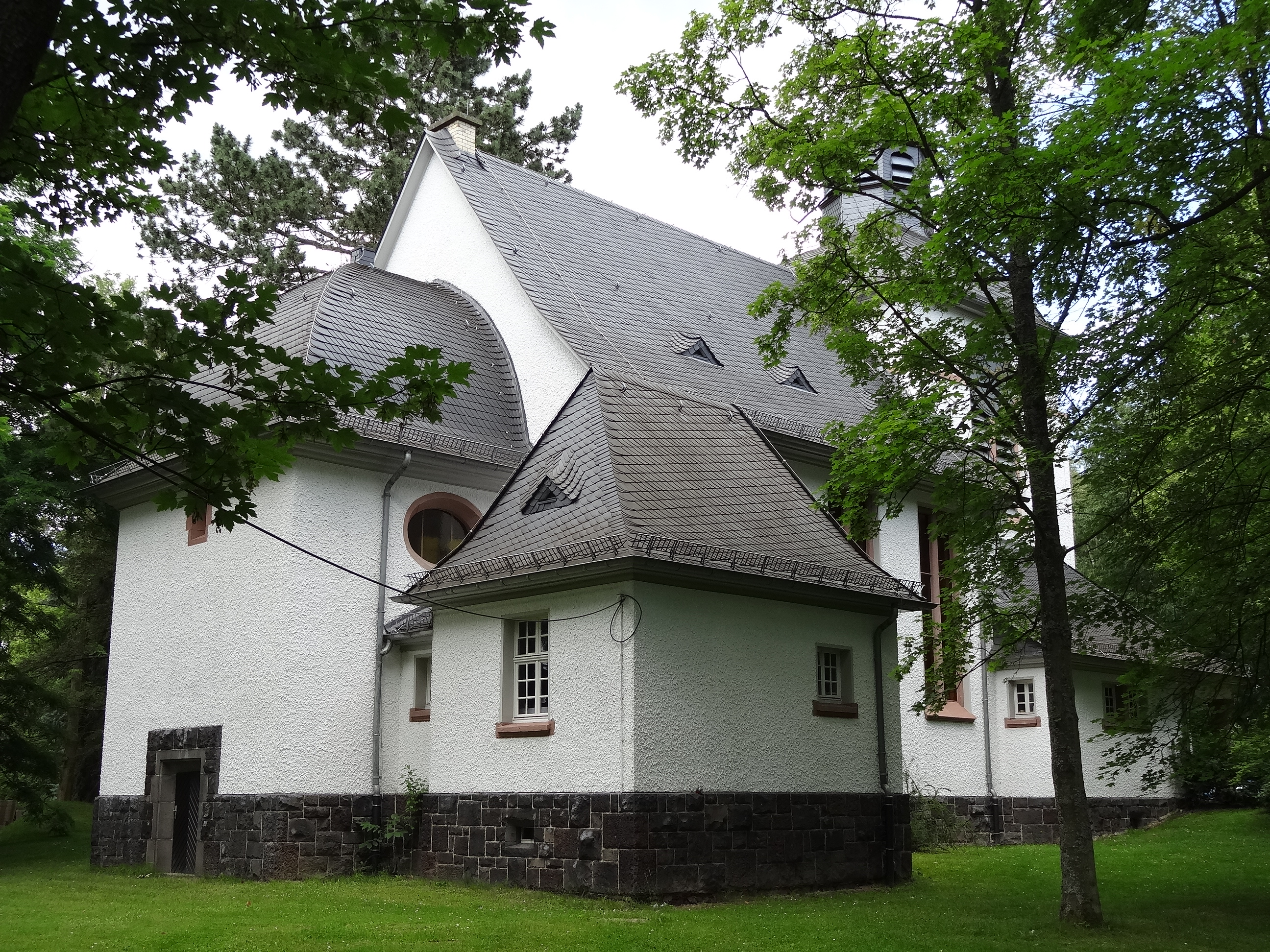
Annexbau mit Bogendach und Sakristeianbau im Süden

Im Jahr 1911 wurde auf dem Gelände des Gießener Stadtwaldes an der Licher Straße die Landes-Heil- und Pflegeanstalt Gießen errichtet. Sie wurde als agrikole Kolonie gegründet, um durch den Eigenanbau von Nutzpflanzen eine gewisse Autarkie zu erzielen. Durch die vielen Grünflächen und den reichen Baumbestand gleicht das Gelände heute einem Park. Die unterschiedlich konzipierten Gebäude im „Pavillon-Baustil“ waren anfangs jeweils unterschiedlichen Erkrankungen zugeordnet.
Das Staatliche Hochbauamt baute die Klinikkirche im Jahr 1912. Der damalige Gießener katholische Pfarrer und Dekan Johannes Bayer und das Ordinariat lehnten die Pläne für eine Simultankirche ab. In den ersten Jahren waren die Bereiche für evangelische und katholische Gottesdienste baulich völlig voneinander getrennt. Die Apsis war vermauert und nur durch die Sakristei zugänglich. Der kleine Rechteckchor beherbergte 14 Knie- und Sitzplätze und weitere acht Sitzplätze im gottesdienstlichen Versammlungsraum der Katholiken, während das Kirchenschiff für evangelische Gottesdienste genutzt wurde. Die Trennmauer war auf der Seite des Schiffes mit einem großen Rundbogen bemalt, der eine Apsis vortäuschte. Am 5. Mai 1912 wurde der katholische Teil geweiht und einen Tag später der erste Gottesdienst gehalten. In der ersten Hälfte der 1920er Jahre besuchten jeden Sonntag etwa 30 Katholiken die Gottesdienste. Katholische Beamte, Angestellte und Kranke baten das Ordinariat 1921 um Abhilfe der beengten Platzverhältnisse. Lange und ergebnislos wurde über eine Erweiterung des Chors oder eine Niederlegung der Zwischenwand verhandelt. Erst um 1930 wurde die Mauer entfernt und die heutige Gestalt des Innenraums geschaffen. Seitdem dient die Kapelle als Simultankirche. Ab 1. Juli 1941 stellte die zuständige NS-Verwaltung die Zahlung der Vergütungen der evangelischen und katholischen Geistlichen sowie des Organistendienstes ein.
Als der Landeswohlfahrtsverband Hessen Anfang der 1950er Jahre die Klinik übernahm, erfolgte eine Umbenennung in Psychiatrisches Krankenhaus. Nach der Zusammenlegung mit der Marburger Klinik unter dem Namen Zentrum für Soziale Psychiatrie Mittlere Lahn im Jahr 2002 trägt die Klinik seit 2009 den Namen Vitos Gießen-Marburg.

## Architektur

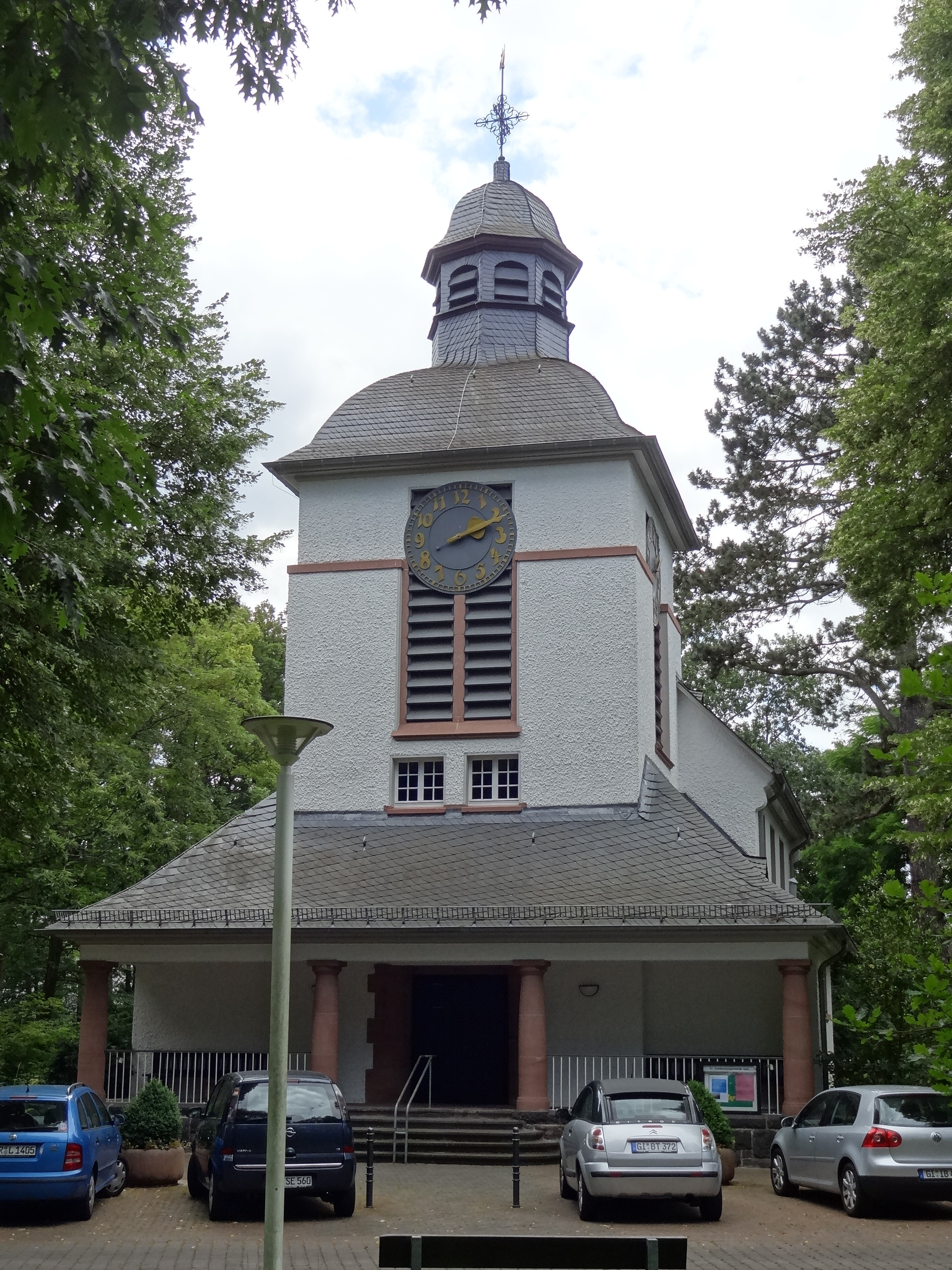
Der wuchtige Glockenturm

Die sich scheinbar planlos über das 20 Hektar große Gelände verteilenden Häuser greifen teils Elemente des Jugendstils auf. Eine symmetrische Anordnung der Gebäude liegt nicht vor. Sie orientieren sich vielmehr an den topographischen Gegebenheiten. Im Zentrum des Geländes an einem diagonal verlaufenden Weg steht die Kapelle auf der Mitte der Geschlechterachse, die früher die Männer- von den Frauenhäusern schied. Die weiß verputzte Saalkirche aus Backstein über einem unverputzten Sockel ist aus grob behauenem Lungstein und Basalt errichtet. Architektonisch lehnt sich der Baustil an oberhessische Kirchenbauten an.
Die Kirche wird im Nordosten von dem massiv aufgemauerten Turm auf quadratischem Grundriss beherrscht, der die Glocken und das Uhrwerk beherbergt. Der Haupteingang in der Vorhalle ist als rechteckiges Portal mit Gewände aus rotem Sandstein gestaltet. Die Vorhalle ruht auf vier toskanischen Säulen aus rotem Sandstein, die ein verschiefertes Walmdach tragen, das den Turm an drei Seiten umschließt. Der obere Teil des Turmschaftes springt über einem Sandsteingesims leicht zurück. Große rechteckige Schalllöcher an den drei freien Seiten weisen Lamellen und die Zifferblätter der Turmuhr auf. Der verschieferte Helmaufbau besteht aus einem geschwungenen Dach, das zu einem oktogonalen Abschluss mit Welscher Haube vermittelt. Sie wird von einem schmiedeeisernen Turmkreuz mit vergoldetem Wetterhahn bekrönt.
Das Schiff wird von großen Rechteckfenstern mit zweibahnigem Sandsteingewände und Sprossengliederung belichtet und von einem steilen Satteldach abgeschlossen, das an jeder Seite mit drei kleinen dreieckigen Gauben besetzt ist. Der eingezogene und niedrigere Rechteckchor mit Bogendach wird an der Südostseite durch ein kleines ovales Fenster und an der Nordwestseite durch ein Rechteckfenster mit Licht versorgt. An der Südecke ist eine Sakristei auf rechteckigem Grundriss mit Walmdach angebaut.

## Ausstattung

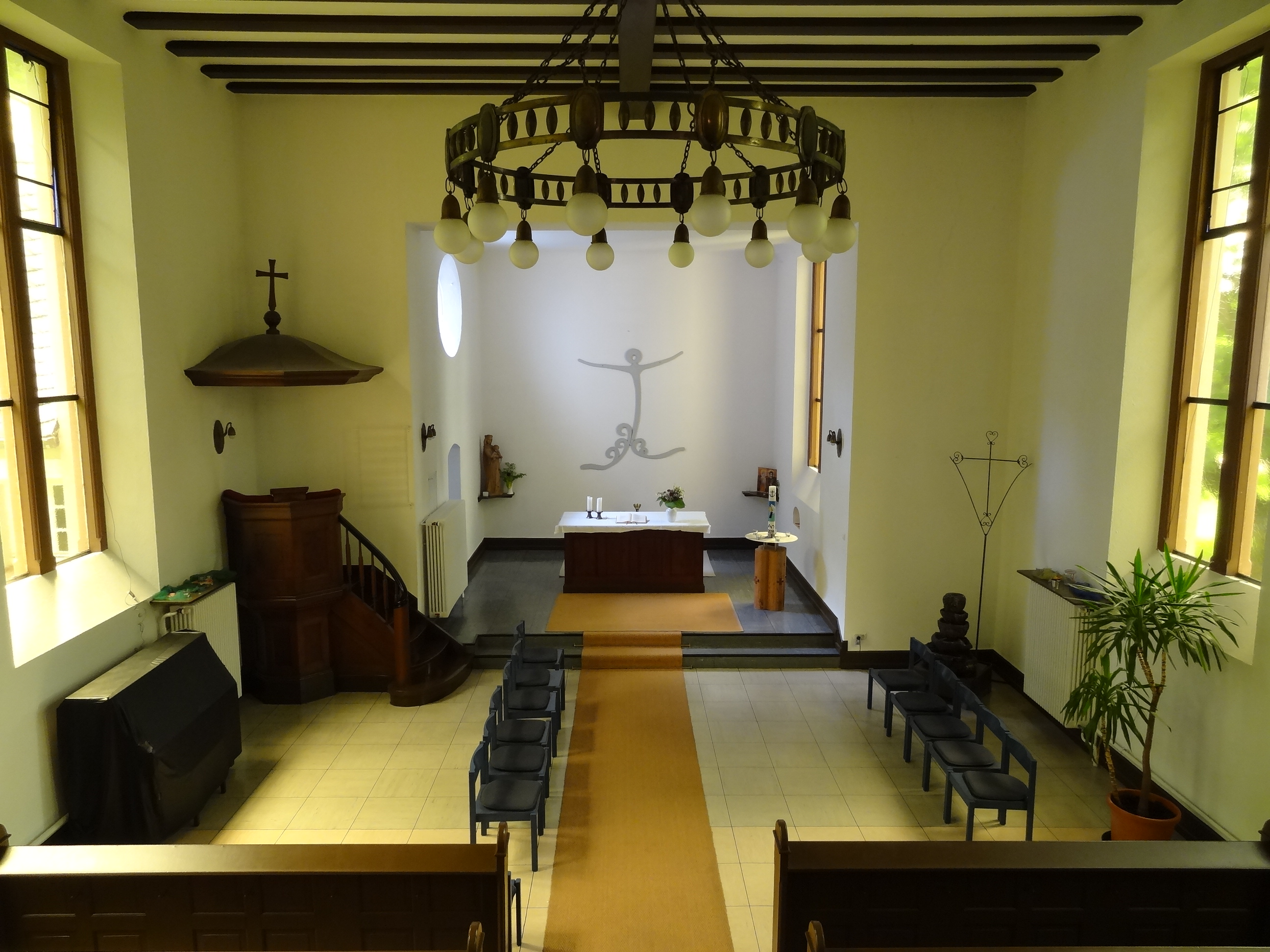
Blick zum Altarbereich

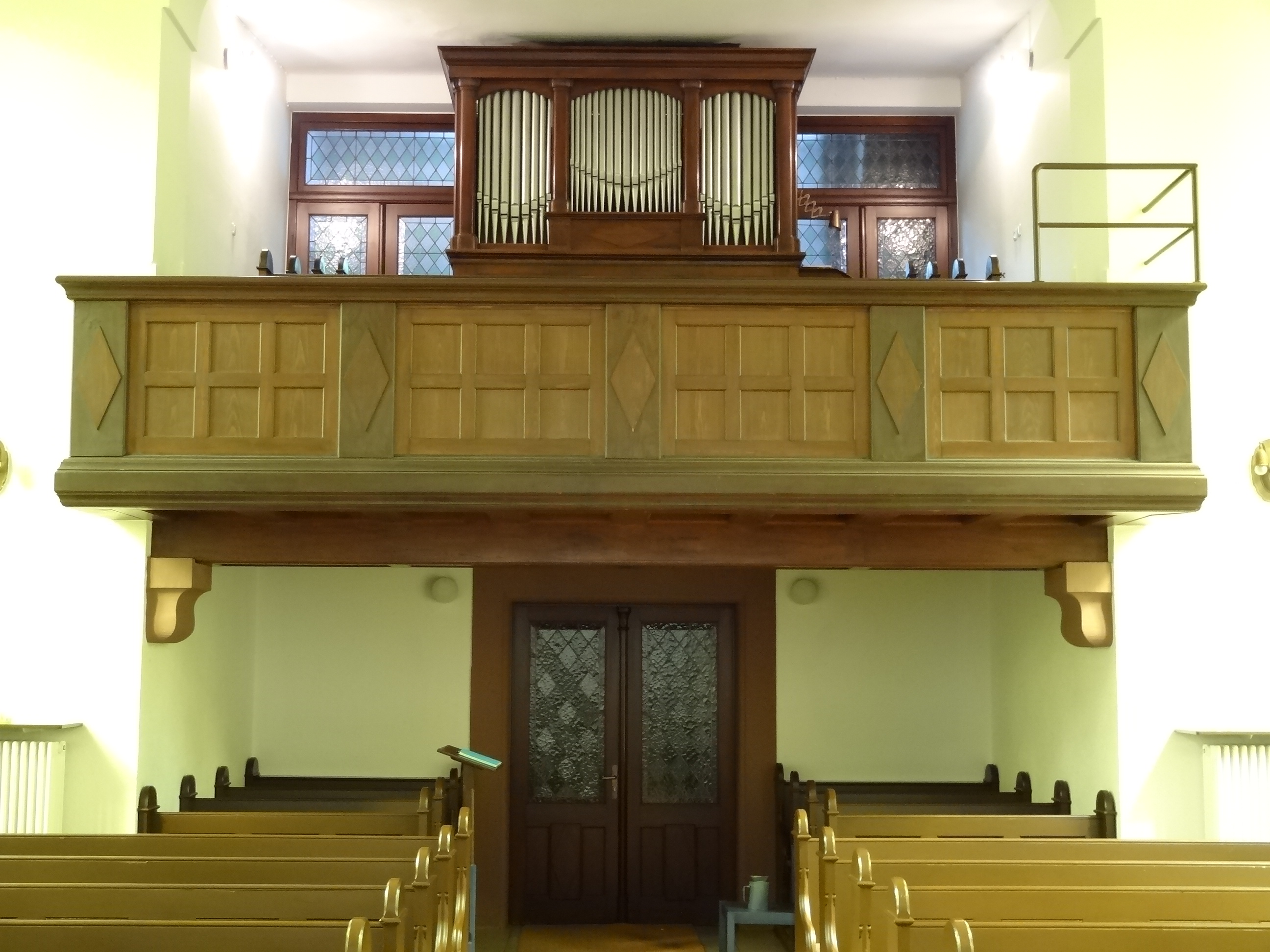
Blick auf die Orgelempore

Der Innenraum ist schlicht ausgestattet. Das Langhaus wird durch eine flache Balkendecke abgeschlossen. Die Querbalken werden von einem Längsunterzug getragen. Die hölzerne Orgelempore ist in einer Nische der Turmhalle errichtet und bietet vier Sitzbänken Platz. Pilaster mit Rauten gliedern die Brüstung, deren kassettierte Füllungen sechs Felder aufweisen. Im Inneren der Turmhalle führen drei mit Bleiglas-Rauten versehene Holztüren zum Emporenaufgang, in einen kleinen Nebenraum und zum Kirchenschiff.
Die polygonale, hölzerne Kanzel hat einen breiten Kanzelaufgang und einen Schalldeckel, der von Kugel und Kreuz bekrönt wird. Das hölzerne Kirchengestühl lässt einen Mittelgang frei. An einem großen, radförmigen Messingleuchter sind zwölf Lampen angebracht, an den Wänden des Schiffs neun Messinglampen, die vor der Elektrifizierung Gaslampen waren.
In seiner ganzen Breite öffnet sich der Rechteckchor zum Schiff. Der Altarbereich ist um zwei Stufen erhöht. Dort ist der hölzerne Blockaltar mit kassettierten Feldern aufgestellt. In der Südecke steht eine holzgeschnitzte Madonna mit dem Kind. An der Chorwand wird der Gekreuzigte piktogrammartig als grau gestrichene Metallarbeit aus den 2000er Jahren dargestellt. Eine Tür mit Stichbogen gewährt den Durchgang zur Sakristei. Hier ist in einem separaten kleinen Raum ein hölzerner Beichtstuhl mit durchbrochenem Rautengitter eingebaut.

## Orgel
Mit Förster & Nicolaus Orgelbau wurde bereits am 16. Dezember 1910 ein Vertrag über einen Orgelneubau geschlossen. Die Licher Firma baute im Jahr 1912 die Orgel mit sechs Registern auf einem Manual und Pedal. Dreiviertelsäulen gliedern drei Stichbogenfelder in einem rechteckigen Gehäuse mit flachem Prospekt, dessen Kranzgesimse profiliert sind. Im Jahr 1955 nahm die Erbauerfirma eine Änderung der Disposition vor. Sie ersetzte ein Register, ergänzte eine Mixtur und richtete eine Transmission für die Octave 4′ ein. Das Instrument verfügt seitdem über sieben Register mit folgender Disposition:
| I Manual C–f3 |    |
| Principal     | 8′ |
| Gedackt       | 8′ |
| Octave        | 4′ |
| Flöte         | 4′ |
| Blockflöte    | 2′ |
| Mixtur III    |    |

| Pedal C–d1         |     |
| Subbass            | 16′ |
| Choralbass (aus I) | 4′  |

- Koppeln: I/P, Superoktavkoppel